# Assassinatos de Whitechapel

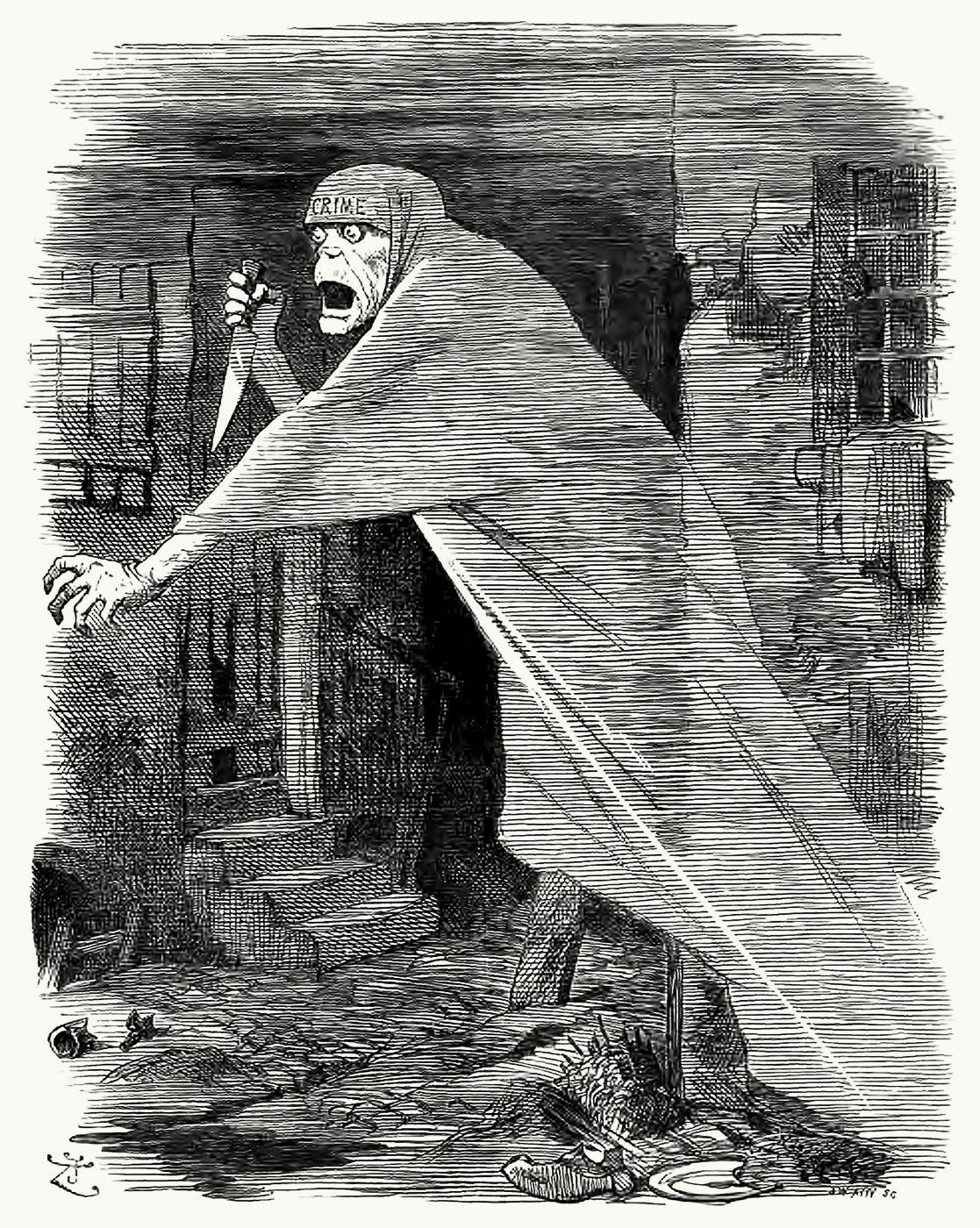
O "nêmesis da negligência", um cartoon da Punch expressando a negligência social enquanto Jack, o Estripador vagueia por Whitechapel

Os assassinatos de Whitechapel foram uma série de crimes de homicídio cometidos na região de Whitechapel, no East End de Londres e local de extrema pobreza na época, entre 3 de abril de 1888 e 13 de fevereiro de 1891. Por diversos pontos especulados, todos esses onze assassinatos não resolvidos tem sido associados ao assassino em série não identificado Jack, o Estripador.
A maioria, caso não todas das vítimas — Emma Elizabeth Smith, Martha Tabram, Mary Ann Nichols, Annie Chapman, Elizabeth Stride, Catherine Eddowes e Mary Jane Kelly, Rose Mylett, Alice McKenzie, Frances Coles, e mulheres não identificadas — eram prostitutas. Smith foi sexualmente assaltada por uma gangue. Tabram foi esfaqueada 39 vezes. Nichols, Chapman, Stride, Eddowes, Kelly, McKenzie e Coles tiveram suas gargantas dilaceradas. Eddowes e Stride foram mortas na mesma noite, com aproximadamente uma hora de duração e menos de uma milha de distância; seus assassinatos são conhecidos como o "evento duplo", após uma frase em um cartão postal mandado para a imprensa de um indivíduo alegando ser o o Estripador. Os corpos de Nichols, Chapman, Eddowes e Kelly tiveram mutilações adnominais. Mylett foi estrangulada. O corpo da mulher não identificada foi desmembrado, mas a causa exata de sua morte é incerta.
A Polícia Metropolitana de Londres, a Polícia da Cidade de Londres e organizações privadas como o Comitê de Vigilância de Whitechapel investigaram exaustivamente o perpetuador dos crimes. Apesar dos inúmeros inquéritos e várias detenções, o culpado ou culpados saíram impunes, e os assassinatos nunca foram resolvidos. Os assassinatos de Whitechapel levantaram a atenção das condições de pobreza de East End e seus subúrbios, que posteriormente sofreram melhorias. O mistério por quem de trás cometeu os crimes captura a atenção do público até os dias atuais.